# Castillo de Portiella de Corres
El castillo de Portiella de Corres o simplemente, castillo de Corres, popularmente conocido como castillo de los Moros o El Castillo (en euskera, Korresko gaztelua) es un castillo situado en la localidad de Corres, municipio de Arraya-Maestu, en el territorio histórico de Álava.
Se ubica en lo alto de un barranco a 1,5 km del centro de la localidad a 867 metros de altitud, dentro del Parque natural de Izki.
El 8 de marzo de 2016, el castillo de Corres es calificado por el Gobierno Vasco como Bien Cultural con la categoría de conjunto monumental.

## Localización
Desde la peña, junto a la cima del monte Soila, se controlaba el paso de Antoñana a Campezo en la línea fronteriza entre el reino de Navarra y Castilla.

## Descripción
El castillo, cuyo origen se remonta entre los siglos XI-XII y que con certeza se encontraba operativo en 1199 durante el asedio de Vitoria durante la invasión del territorio occidental del reino de Navarra por Alfonso VIII de Castilla, se componía de tres niveles defensivos.
Una amplia primera plataforma presumiblemente destinada a viviendas y defendida con varias torres circulares, estaba separada del segundo nivel por un corte en la peña utilizado como foso natural. De este segundo nivel compuesto de grandes muros existen algunos restos y un aljibe.
Finalmente, el tercer nivel correspondería a la torre del homenaje en lo alto de la peña, de la que apenas se conservan los cimientos.

## Historia
De origen navarro, tras ser ocupado por Castilla durante la mencionada invasión del reino de Navarra, el castillo de Corres es citado en el testamento del propio Alfonso VIII de 1204:

"Prometo también que, Si Dios me da salud, restituiré al rey de Navarra todo lo que tengo desde Ponte de Araniello hasta Fuenterrabía y los castillos de Buradón, de San Vicente de Toro, de Marañón, de Alcázar, de Santa Cruz de Campezo, de la villa de Antoñana y el castillo de Atauri y de Portilla de Corres."

En 1312 también se hace referencia al castillo en una carta real de Fernando IV de Castilla acerca de una disputa por la jurisdicción de la dehesa entre Corres y San Román de Campezo.
Y en 1368 en el contexto de la primera guerra civil castellana, la fortaleza volvió temporalmente a control navarro. Así también, brevemente durante la guerra civil de Navarra en torno a 1450.